# 粟屋憲太郎
粟屋 憲太郎（あわや けんたろう、1944年6月11日 - 2019年9月11日）は、日本の歴史学者。立教大学名誉教授。専門は、日本現代史、とくに東京裁判の研究で知られる。

## 経歴
千葉県出身。東京大学文学部卒業後、同大学大学院人文科学研究科修了。神戸大学教養部講師・助教授、立教大学文学部教授を経て、立教大学名誉教授、上海交通大学名誉教授。
澤藤統一郎が大学時代の同窓。

## 著書

### 単著
- 『昭和の歴史（6）昭和の政党』（小学館, 1983年、同・文庫判、1988年／岩波現代文庫, 2007年）
- 『東京裁判論』（大月書店, 1989年）
- 『未決の戦争責任』（柏書房, 1994年）
- 『十五年戦争期の政治と社会』（大月書店, 1995年）
- 『現代史発掘』（大月書店, 1996年）
- 『東京裁判への道』（講談社選書メチエ（上・下）, 2006年／講談社学術文庫（全1巻）, 2013年）

### 共著
- （田中宏・三島憲一・広渡清吾・望田幸男・山口定）『戦争責任・戦後責任――日本とドイツはどう違うか』（朝日新聞社［朝日選書］, 1994年）
- （NHK取材班）『東京裁判への道　NHKスペシャル』（日本放送出版協会, 1994年）

### 編著
- 『ドキュメント昭和史（2）満州事変と二・二六』（平凡社, 1975年）
- 『資料日本現代史（2）敗戦直後の政治と社会』（大月書店, 1980年）
- 『中国山西省における日本軍の毒ガス戦』（大月書店, 2002年）

### 共編著
- （小田部雄次）『資料日本現代史（9）二・二六事件前後の国民動員』（大月書店, 1984年）
- （吉見義明）『十五年戦争極秘資料集（18）　毒ガス戦関係資料』（不二出版, 1989年）
- （伊香俊哉・小田部雄次・宮崎章）『木戸幸一尋問調書――東京裁判資料』（大月書店, 1989年）
- （高橋紘・小田部雄次）『昭和初期の天皇と宮中――侍従次長河井弥八日記』（全6巻, 岩波書店, 1993年-1994年）
- （吉田裕）『国際検察局(IPS)尋問調書』（全52巻, 日本図書センター, 1993年）
- （安達宏昭・小林元裕）『田中隆吉尋問調書』（大月書店, 1994年）
- （吉田裕）『国際検察局押収重要文書』（日本図書センター, 1994年）
- （前坂俊之・大内信也）『水野広徳著作集』 （全8巻, 雄山閣, 1995年）
- （中園裕）『戦時新聞検閲資料』（現代史料出版, 1997年）
- （中園裕）『敗戦前後の社会情勢』（全7巻, 現代史料出版, 1998年-1999年）
- （永井均・豊田雅幸）『東京裁判への道――国際検察局・政策決定関係文書』（現代史料出版, 1999年）
- （竹内桂）『対ソ情報戦資料』（現代史料出版, 1999年）
- （茶谷誠一）『日中戦争対中国情報戦資料』（現代史料出版, 2000年）
- （ハーバート・ビックス・豊田雅幸）『東京裁判と国際検察局――開廷から判決まで』（現代史料出版, 2000年）
- （黒田康弘）『言論・出版・集会・結社等臨時取締法制定資料』（現代史料出版, 2005年）
- （中村陵）『十五年戦争極秘資料集　補巻47　総力戦研究所関係資料集』（不二出版, 2016年-2018年）